# Rukorokoro
Rukorokoro är ett periodiskt vattendrag i Burundi.   Det ligger i provinsen Gitega, i den centrala delen av landet, 80 kilometer sydost om huvudstaden Bujumbura.
Omgivningarna runt Rukorokoro är en mosaik av jordbruksmark och naturlig växtlighet. Runt Rukorokoro är det ganska tätbefolkat, med 192 invånare per kvadratkilometer.